# Blockmotor

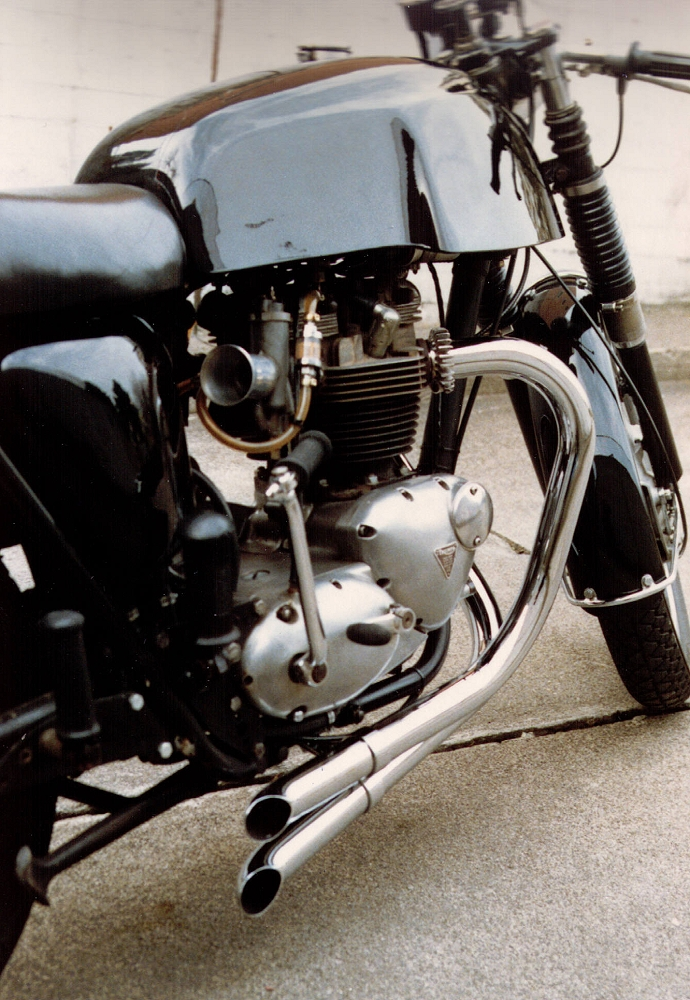
Motorn på en Triumph Bonneville T120.

En blockmotor är en motorcykelmotor med sammanbyggd växellåda. Motsatsen är separat motor och växellåda, förbundna medelst en primärtransmission. Blockmotorer började dyka upp under 1920-talet.